# Fayetteville (Arkansas)
Fayetteville város az USA Arkansas államában, Washington megyében, melynek megyeszékhelye is. Lakosainak száma 93 949 fő (2020).

## Népesség
A település népességének változása:
| Lakosok száma | 425  | 73 580 | 93 949 |
|               | 1840 | 2010   | 2020   |